# Ab Tak Chhappan
Pour plus de détails, voir Fiche technique et Distribution.
Ab Tak Chhappan est un film policier indien, réalisé par Shimit Amin, sorti en 2004.

## Fiche technique
Sauf indication contraire, les informations mentionnées dans cette section peuvent être confirmées par la base de données cinématographiques IMDb,  présente dans la section « Liens externes ».
- Titre : Ab Tak Chhappan
- Titre international : 56 So Far
- Réalisation : Shimit Amin
- Scénario : Sandeep Srivastava
- Dialogues : Sandeep Srivastava
- Son : Dwarak Warrier
- Photographie : Vishal Sinha
- Montage : Shimit Amin, Murad Siddiqi
- Musique : Salim-Sulaiman
- Production : Ram Gopal Varma
- Sociétés de production : K Sera Sera, Varma Corporation
- Société de distribution : Varma Corporation
- Budget de production : 300 000 000 ₹
- Pays d'origine :  Inde
- Langue originale : hindi
- Format : couleurs - 2,35:1 - DTS / Dolby Digital - 35 mm
- Genre : drame, policier, thriller
- Durée : 129 minutes (2 h 09)
- Dates de sorties en salles :
  - Inde : 27 février 2004

## Distribution
- Nana Patekar : inspecteur Sadhu Agashe
- Yashpal Sharma : le sous-inspecteur Imtiaz Siddiqui
- Prasad Purandare : Zameer, gangster du monde souterrain
- Nakul Vaid : le sous-inspecteur Jatin Shukla
- Kunal Vijaykar : le sous-inspecteur Francis Alvarez
- Jeeva : le co-commissaire M P Suchak
- Revathi : Nameeta, l'épouse de Sadhu Agashe
- Tanmay Jahagirdar : Aman, le fils de Sadhu Agashe
- Ravi Kale : le coopérateur Velankar
- Hrishitaa Bhatt : Vaishali / Mme Jatin Shukla
- Parvez Fazal Khan : Feroz
- Dr Mohan Agashe : l'ex-commissaire Pradhan
- Pravin Patil : le sous-inspecteur Narayan
- Dibyendu Bhattacharya : Nazrul, l'homme de main de Zameer
- Anant Jog : Sawant
- Shaikh Shami Usman : Joshi
- Ajay Rohilla : Vinod, l'indicateur de police
- Pankaj Saraswats : Pappu, l'indicateur de police
- Helen : la mère de Feroz
- Megan Cocks : Melinda, la taupe de Zameer
- Dinesh Lamba : Rafiq
- Amrish : Vilas
- Vijay : Rasool
- Ashok Kumar Beniwal : l'officier de la RAW
- Adil Rana : l'officier de police
- Amin Merchant : Wadia
- Santosh Tiwari : un serviteur

## Distinctions
| Date         | Distinction     | Catégorie                          | Nom                        | Résultat   |
| ------------ | --------------- | ---------------------------------- | -------------------------- | ---------- |
| 26 mars 2005 | Zee Cine Awards | Meilleure musique d'accompagnement | Salim-Sulaiman             | Lauréat    |
| 26 mars 2005 | Zee Cine Awards | Meilleure conception publicitaire  | Leo Entertainment          | Lauréat    |
| 26 mars 2005 | Zee Cine Awards | Meilleur réalisateur débutant      | Shimit Amin                | Nomination |
| 26 mars 2005 | Zee Cine Awards | Meilleur dialogue                  | Sandeep Srivastava         | Nomination |
| 26 mars 2005 | Zee Cine Awards | Meilleur montage                   | Shimit Amin, Murad Siddiqi | Nomination |
| 26 mars 2005 | Zee Cine Awards | Meilleure photographie             | Vishal Sinha               | Nomination |
| 26 mars 2005 | Zee Cine Awards | Meilleur action                    | Parvez Khan                | Nomination |
| 26 mars 2005 | Zee Cine Awards | Meilleure audiographie             | Dwarak Warrier             | Nomination |
| 26 mars 2005 | Zee Cine Awards | Meilleur traitement de film        | Ab Tak Chhappan            | Nomination |
| 9 juin 2005  | IIFA Awards     | Meilleur acteur                    | Nana Patekar               | Nomination |
| 9 juin 2005  | IIFA Awards     | Meilleure histoire                 | Sandeep Srivastava         | Nomination |